# Listă de spitale și instituții publice de sănătate din județul Ilfov
Aceasta este o listă a spitalelor și instituțiilor publice de sănătate din județul Ilfov.
| Nr. crt. | Unitatea sanitară                                                            | Anul înființării | Se află în subordinea  |
| 1        | Spitalul Clinic Județean de Urgență Ilfov                                    | 2002             | Ministerului Sănătății |
| 2        | Spitalul de Obstetrică-Ginecologie Buftea                                    |                  |                        |
| 3        | Spitalul comunal Periș                                                       |                  |                        |
| 4        | Spitalul de Psihiatrie „Eftimie Diamandescu” Bălăceanca                      | 1880             |                        |
| 5        | Institutul Național de Geriatrie și Gerontologie „Ana Aslan” Otopeni         | 1952             | Ministerului Sănătății |
| 6        | Centrul Județean de Asistență Medico-Socială pentru Bolnavi Cronici Domnești |                  | Ministerului Sănătății |